# Springfield (moda)
Springfield és una cadena de botigues de moda presta espanyola pertanyent al grup Cortefiel fundada el 1988. Actualment hi ha 187 botigues a Espanya, que contrasten amb les 270 del seu principal rival, Zara. La seva publicitat insisteix que la idea bàsica de la cadena és aconseguir la millor relació qualitat-preu sense deixar de banda l'estil i el disseny.
Encara que l'origen de la cadena és Espanya, hi ha 356 botigues repartides a Portugal, França, Bèlgica, Luxemburg, Alemanya, Àustria, Hongria i Polònia. Així mateix, operen a través de franquícies en països com Eslovènia, Ucraïna, Rússia, Malta, Mèxic, el Canadà, Xile, Sèrbia, Grècia, Jordània, les Filipines, Israel, el Líban, Singapur o la Xina.